# Stara vas - Bizeljsko
Stara vas - Bizeljsko je naselje v Občini Brežice. 
Ob preimenovanju naselja, je naselje dobilo slovnično neustrezno desno določilo Bizeljsko. Bizeljsko ali Bizeljske gorice je ime gričevja pod Orlico (Posavsko hribovje) in nad Krškim poljem. Ker je pokrajina nenaselbinsko ime, se neprve besede, ki niso že same po sebi lastno ime, pišejo z malo začetnico. Nestični vezaj pa pomeni "in", kot na primer v dvojnem imenu kraja Šmarje - Sap. Ustrezno ime kraja je torej Stara vas na Bizeljskem. Napačno ime kraja lahko s preimenovanjem v ustrezno ime popravi Občina Brežice.

## Prebivalstvo
Etnična sestava 1991:
- Slovenci: 269 (91,8 %)
- Hrvati: 11 (3,8 %)
- Muslimani: 1
- Neznano: 12 (4,1 %)